# انتریو ریسورسز
انتریو ریسورسز (انگلیسی: Antero Resources) شرکت نفت و گاز آمریکایی است، که در سال ۲۰۰۲ تأسیس شد.